# Мерин

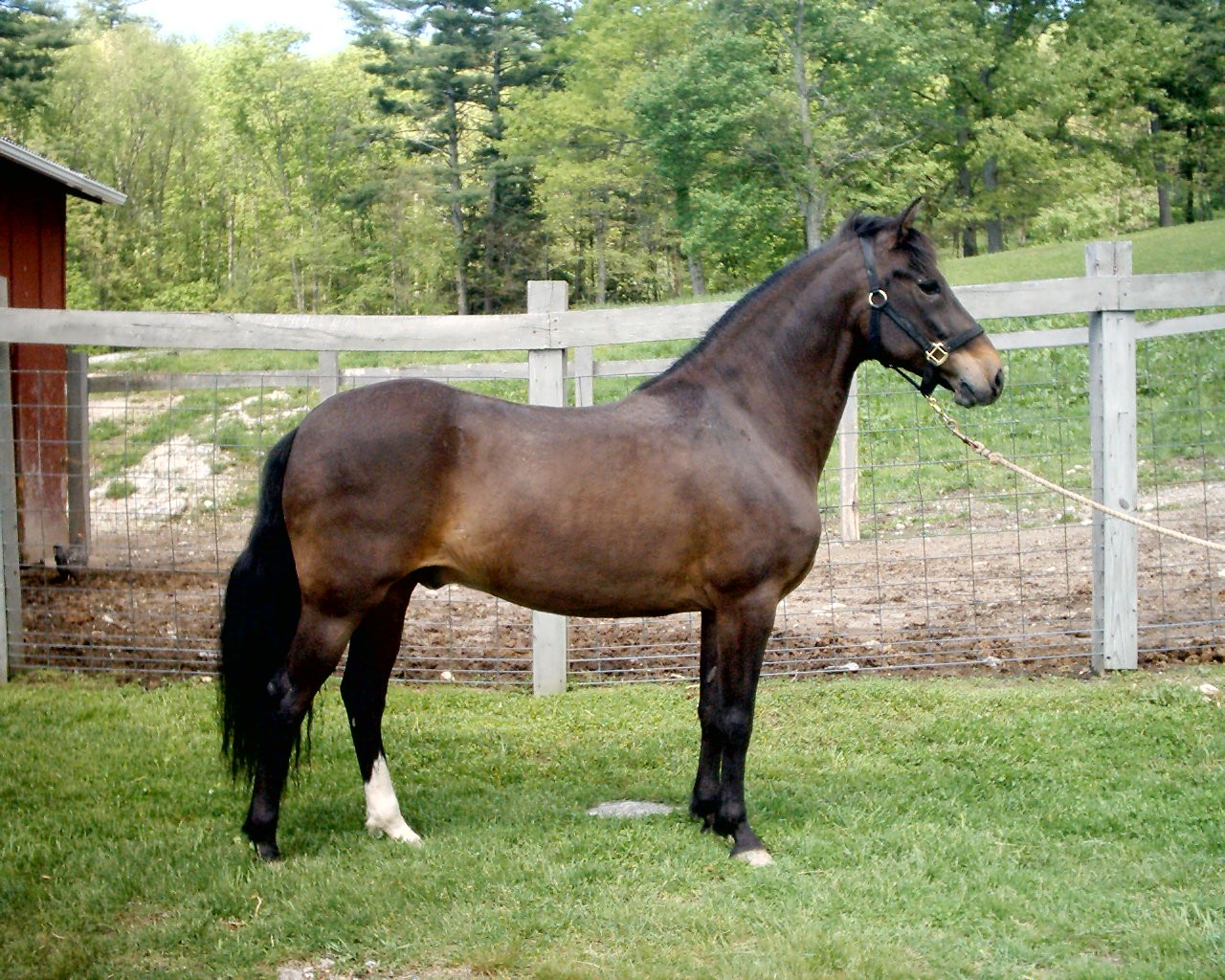
Мерин

Ме́рин, Ме́рен — кастрированный самец домашней лошади (кастрированный жеребец).
Традиционно животные ценились за спокойный нрав. Широко используются в сельском хозяйстве и конном спорте. Помимо улучшения характера, кастрация приводит к тому, что мерины в меньшей степени, чем жеребцы, наращивают массу передней части корпуса, что бывает немаловажно в таких видах спорта, как конкур. Мерины более спокойны, чем жеребцы, меньше проявляют агрессию к другим самцам, присутствие кобыл не влияет на стабильность их работы. Кладеный жеребец, мерин в немецком языке Валох (Wallach).

## История
Ещё ранние кочевники Алтая кастрировали коней в VI—III вв. до н. э., о чём говорят археологические находки Пазырыкских курганов.
Для усиления работоспособности самцов домашних животных применяли кастрацию.
Государев ямщик, из сословия государственных крестьян, был обязан «держать на выти три мерена» то есть иметь трёх лошадей, и некоторые исследователи усматривают в этом происхождение русских троек.

## Этимология
Слово мерин имеет монгольское происхождение и переводится как конь, лошадь. На калмыцком языке мерин имеет тот же корень мөрн.

## Мерины как военные лошади
Мерины в основном были популярны в качестве классической степной кавалерии, поскольку они спокойно, без желания спариваться, могут находиться в группе вместе с другими лошадьми. Также они менее драчливы. Эти качества ценятся и сегодня, особенно в крупных скотоводческих хозяйствах, где рабочие лошади обычно находятся в стаде и где зачастую важна способность животных немедленно начать работу по команде.